# Blumenthal (Brema)
Blumenthal (in basso tedesco Blomendal) è un quartiere della città tedesca di Brema, appartenente alla municipalità di Brema-Nord.

## Storia
Nel 1939 il comune di Blumenthal, fino ad allora appartenente al circondario di Osterholz della provincia prussiana di Hannover, venne soppresso e aggregato alla città di Brema.

## Suddivisioni
Il quartiere di Blumenthal è suddiviso nei sottoquartieri di Blumenthal, Rönnebeck, Lüssum-Bockhorn, Farge e Rekum.